# Битва на озері Хасан
Би́тва на о́зері Хаса́н (рос. Хасанские бои) або Чжангуський інцидент (яп. і кит.: 張鼓峰事件, ちょうこほうじけん; яп. ромадзі: Chōkohō Jiken кит. піньїнь: Zhānggǔfēng Shìjiàn) — серія збройних зіткнень в 1938 році між Японською імперією та СРСР через суперечки про приналежність території біля озера Хасан та річки Туманна біля сопки Чжангу (Заозерна).

## Початок конфлікту
У червні 1937 року втік до Маньжурії і здався японцям начальник УНКВС Далекосхідного краю комісар державної безпеки Генріх Самійлович Люшков, оскільки отримав з Москви сигнал про свій арешт. Після з'ясування ситуації більшовицький уряд дав наказ про підсилення контролю далекосхідного кордону.
12 липня 1938 року прикордонними радянськими військами для встановлення спостережного пункту була захоплена сопка Чжангу, яка знаходилася по інший бік кордону на території держави Маньчжоу-Ґо. Уряд Маньчжоу-Ґо 14 липня 1938 року заявив протест про порушення свого кордону. Вже наступного дня в Москві японський посол в СРСР Сіґеміцу Мамору зажадав у ноті протесту до радянського уряду виведення всіх військ СРСР зі спірної території. 20 липня він знов вручив чергову ноту уряду Японії.

## Воєнні дії
Після цих подій стало зрозуміло, що збройного конфлікту не уникнути. Вважалося, що оборона на болотистій місцевості неможлива, бо це заважає стягуванню радянських частин до місця подій.
29 липня японські війська, користуючись туманною погодою, захопили сопку Безіменна, але до вечора радянські прикордонні війська відбили висоту. 30 липня японці знову спробували захопити сопки Безіменну та Чжангу, але прикордонники спільно з частинами 53-го окремого протитанкового артдивізіону знов відбили атаку.
31 липня 1938 К.Є Ворошилов. наказав привести в бойову готовність Приморську армію та Тихоокеанський флот. Цього ж дня японські війська пішли в нову атаку та зайняли сопки.
2—6 серпня радянські війська безуспішно атакували висоти. Увечері частини 39-того полку під командуванням Г. М. Штерна та стрілецький полк 40-ї дивізії перейшли в наступ і до ночі захопили сопку Чжангу. Попри постійні атаки японських військ у наступні дні, 9 серпня 32-га стрілецька дивізія зайняла висоту Безіменна. 10 серпня японські війська знову спробували атакувати, але безуспішно. Тим часом у Москві японський посол запропонував мирні переговори.
11 серпня 1938 між радянськими та японськими військами було оголошено перемир'я.

## Наслідки конфлікту
Унаслідок конфлікту СРСР остаточно закріпив за собою спірну територію біля озера Хасан, також радянська армія отримала досвід воєнних дій з японськими військами, успішно застосований потім на річці Халхин-Гол (1939) та в Маньчжурії (1945).

## Нагородження
Указом Президії Верховної Ради СРСР від 25 жовтня 1938 року «за зразкове виконання бойових завдань і геройство, виявлене при обороні району озера Хасан», присвоєно звання Героя Радянського Союзу:
1. Бамбуров Сергій Никонорович, заступник політкерівника;
2. Баринов Микола Михайлович, молодший командир;
3. Батаршин Гільфан Абубекерович, командир рою;
4. Бегоулєв Борис Петрович, військлікар 2-го рангу;
5. Боровиков Андрій Євстигнійович, старший лейтенант;
6. Бочкарьов Михайло Степанович, капітан;
7. Винокуров В'ячеслав Петрович, лейтенант;
8. Віневітін Василь Михайлович, лейтенант;
9. Гвоздєв Іван Володимирович, політкерівник;
10. Гуденко Сергій Гаврилович, червоноармієць;
11. Колесников Григорій Якович, червоноармієць;
12. Корнєв Григорій Семенович, молодший командир;
13. Лазарєв Іван Романович, лейтенант;
14. Левченко Дорофій Тимофійович, старший лейтенант;
15. Махалін Олексій Юхимович, лейтенант;
16. Мошляк Іван Никонович, лейтенант;
17. Пожарський Іван Олексійович, політкерівник;
18. Провалов Костянтин Іванович, капітан;
19. Пушкарьов Костянтин Іванович, молодший командир;
20. Раков Василь Сергійович, молодший командир;
21. Розсоха Семен Миколайович, молодший командир;
22. Терешкін Петро Федорович, лейтенант;
23. Тімаков Олександр Іванович, молодший командир;
24. Чорноп'ятко Іван Давидович, молодший комвзводу;
25. Чуйков Єгор Сергійович, червоноармієць;
26. Ягудін Керим Мусякович, червоноармієць.

«За зразкове виконання бойових завдань, за доблесть і геройство, виявлені особовим складом при обороні району озера Хасан», 40-ва стрілецька дивізія нагороджена орденом Леніна.
«За самовіддані і вмілі дії частин і підрозділів, за мужність і відвагу, виявлені особовим складом при обороні району озера Хасан», 32-га стрілецька дивізія нагороджена орденом Червоного Прапора.
«За самовіддані дії, за хоробрість, стійкість, мужність і відвагу особового складу при захисті державних кордонів СРСР у боях з японськими військами в районі озера Хасан», Посьєтський прикордонний загін нагороджений орденом Червоного Прапора.
Крім того, орденом Леніна нагороджено 20 осіб, орденом Червоного Прапора — 120 осіб, орденом Червоної Зірки — 120 осіб, медаллю «За відвагу» — 120 осіб, медаллю «За бойові заслуги» — 120 осіб.